# Carlo Peda
Carlo Peda CRSP (* 18. August 1767 in Camerino als Giuseppe Girolamo Peda; † 21. Juli 1843 in Assisi) war ein italienischer Ordensgeistlicher, Generalsuperior der Barnabiten und Bischof von Assisi.

## Leben
Er trat in den Barnabitenorden ein und nahm den Ordensnamen Carlo an. Die Profess legte er am 27. November 1787 in Zagarolo ab. Von 1814 bis 1821 war er Rektor der Universität Macerata. Er wurde Provinzial der Ordensprovinz Rom und war von 1829 bis 1835 der 52. Generalobere seines Ordens. Während dieser Zeit trat er als Konsultor der Ritenkongregation sowie des Heiligen Offiziums in den Dienst der Kurie. Nach dem Ende seiner Amtszeit als Ordensgeneral war er stellvertretender Generaloberer.
Papst Gregor XVI. ernannte ihn am 12. Juli 1841 zum Bischof von Assisi. Die Bischofsweihe spendete ihm am 18. Juli desselben Jahres in Rom Kardinalstaatssekretär Luigi Lambruschini CRSP; Mitkonsekratoren waren die Erzbischöfe Fabio Maria Asquini, Sekretär der Kongregation für die Bischöfe und Regularen, und Lodovico Altieri, Apostolischer Nuntius in Wien. Am 20. Juli 1842 wurde Carlo Peda Päpstlicher Thronassistent.

## Wirken
Carlo Peda wirkte mit am Seligsprechungsprozess für Vincenzo Maria Strambi (1745–1824), vormals Bischof von Macerata.